# 송재훈
송재훈(2000년 ~)은 대한민국의 래퍼다. 2020년 EP 《LOVE ACTUALLY》로 데뷔했다.

## 방송
- 고등래퍼 2 (2018) - Top32
- 쇼미더머니 8 (2019)

## 음반
- LOVE ACTUALLY (2020)
- T.M.Y.L (Tell Me Your Love) (2020)
- FALL AWAY (2021)
- WHEN SUMMER ENDS (2021)